# Agonocryptus fumosus
Agonocryptus fumosus är en stekelart som beskrevs av Gupta 1982. Agonocryptus fumosus ingår i släktet Agonocryptus och familjen brokparasitsteklar. Inga underarter finns listade i Catalogue of Life.